# Charles Stork
Charles Wharton Stork (* 12. Februar 1881 in Philadelphia, Pennsylvania, Vereinigte Staaten; † 22. Mai 1971 ebenda) war ein US-amerikanischer Schriftsteller, Poet und Übersetzer.

## Leben
Charles Stork war der Sohn von Theophilus Baker Stork (1854–1937) und dessen Frau Hannah, geb. Wharton (1856–1887). Durch seine Mutter war er mit wohlhabenden Industriellen und Politikern verwandt, die eng mit der Stadt Philadelphia verbunden waren, wie Joseph Wharton und Thomas Wharton.
Er ging 1902 vom Haverford College, 1903 von der Harvard University und 1905 von der University of Pennsylvania ab. Am 5. August 1908 heiratete er in Salzburg Elisabeth von Pausinger (1888–1968), die Tochter von Franz Xaver von Pausinger. Das Paar hatte eine Tochter, Rosalie, und drei Söhne, Francis Wharton, George Frederick und Carl Alexander. 
Stork war überwiegend als Übersetzer von Werken schwedischer und deutscher Künstler bekannt. Er übersetzte die Hymne Vi lofve dig, o store Gud! des schwedischen Dichters Johan Olof Wallin ins Englische mit dem Titel „We Worship Thee, Almighty Lord“. Darüber hinaus übersetzte er Werke des schwedischen Liedermachers Carl Michael Bellman und des schwedischen Dichters Gustaf Fröding. Er veröffentlichte zudem Selected Poems of Verner Von Heidenstam, eine übersetzte Sammlung der Werke von Verner von Heidenstam, Träger des Nobelpreises für Literatur 1916. 
Stork schrieb zudem eigene Gedichte, darunter Beauty's Burden, Death – Divination und The Silent Folk. 1916 erschien seine Gedichtsammlung Sea and Bay: A Poem of New England. Er war zudem Herausgeber von Contemporary Verse Anthology (1918). 
Stork war ein Überlebender des Untergangs des britischen Passagierdampfers Athenia im September 1939, wobei 112 Menschen ums Leben kamen.

## Veröffentlichungen
- Day Dreams of Greece, 1909
- The Queen of Orplede, 1910
- Sea and Bay: A Poem of New England, 1916
- Alcibiades, 1967

## Übersetzungen
- The Master of Palmyra, 1914
- Gustaf Fröding: Selected Poems Translated from the Swedish, (New York: Macmillan, 1916)
- Sweden’s Laureate: Selected Poems of Verner Von Heidenstam, 1919
- The Charles Men, Pts. 1–2, 1920
- Modern Swedish masterpieces, 1923
- The Dragon and the Foreign Devils, 1928
- Martin Birck’s Youth, 1930
- Short Stories of Hjalmar Söderberg, 1935
- Arcadia Borealis, poems of Erik Axel Karlfeldt, 1938
- The Tales of Ensign Stål, poems of J. L. Runeberg, 1938
- Anthology of Norwegian Lyrics, 1942
- A Second Book of Danish Verse, 1947